# Skorradalsvatn
Skorradalsvatn – jezioro na zachodzie Islandii w pobliżu fiordu Hvalfjörður, jego powierzchnia wynosi ok. 15 km².